# ابوکوتا
ابوکوتا (به لاتین: Abeokouta) در بنین است که در ساوالو، بنین واقع شده‌است.